# 目沼古墳群
目沼古墳群（めぬまこふんぐん）は、埼玉県北葛飾郡杉戸町目沼にある古墳群である。

## 概要
千葉県と埼玉県を流れる江戸川の西、下総台地の北西端、標高10メートルに立地する。かつて、前方後円墳3基を含む70基余の古墳が所在し、その数の多いことから地元の人々は「九十九塚」と呼んでいた。
しかし現在所在が確認されている古墳は20基、そのうち墳丘の残る古墳は目沼3号墳、目沼浅間塚古墳（10号墳）、17号墳の3基のみである。

## 主な古墳
- 目沼2号墳
推定全長43メートルの前方後円墳。1807年（文化4年）に地主の助右衛門によって石棺が掘り出された。この石棺は代官の命により再び埋め戻され、そのことを記した石碑が建立されている。1926年（昭和元年）に石室が取り壊された際に大刀片が出土している。

- 目沼9号墳
径24.6メートル・高さ3.5メートルの円墳。主体部は木炭槨で、長さ4.65メートル・幅1.1メートル。副葬品は大刀1、鉄鏃23、刀子1、ちょう子1、三鈴杏葉3、素環雲珠1、土師器出土。6世紀前半の築造。出土品は1988年（昭和63年）2月26日付けで県指定有形文化財に指定された[1]。

- 目沼浅間塚古墳（目沼10号墳）
現存する墳丘は直径28メートル・高さ2メートルで円墳のような形をしているが、1991年（平成3年）の発掘調査で、全長46メートル以上・後円部径30.4メートル・高さ5メートルの前方後円墳であることが判明した。周溝から出土した円筒埴輪・形象埴輪（人物・馬・家）から、6世紀前半の築造とみられる。また、東側くびれ部から6世紀前半の円筒埴輪棺が発掘された。1991年（平成3年）12月27日付けで杉戸町の史跡に指定された[2]。また、1976年（昭和51年）10月1日付けで埼玉県選定重要遺跡に選定された[3]。